# 2010년 동계 올림픽 나라별 기수
2010년 동계 올림픽 개회식의 선수단 입장시에 각국의 선수단은 그 국가의 깃발을 따라서 BC 플레이스 스타디움 안으로 들어온다. 깃발을 드는 기수는 NOC가 결정하거나 선수들이 알아서 결정한다.

## 입장 순서
그리스가 가장 먼저 들어오며 영어 알파벳 순서에 따라 선수단이 입장한다. 캐나다는 가장 마지막에 들어온다.

## 명단

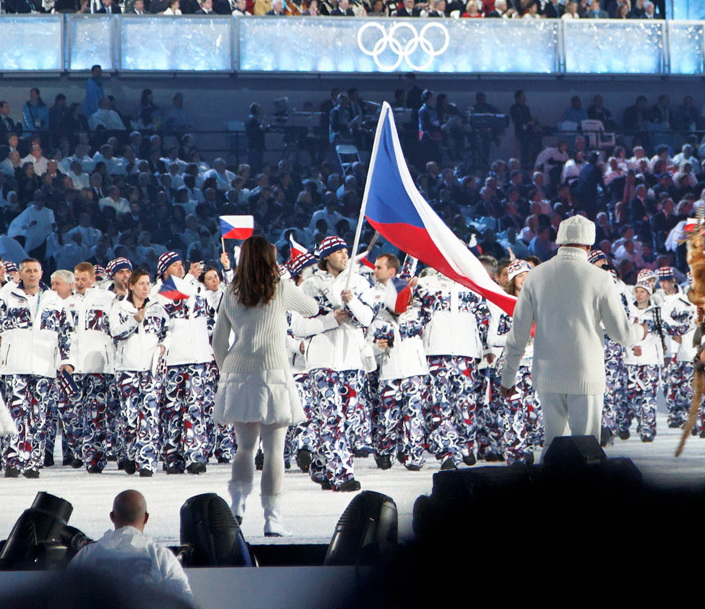
야르오미르 야그르가 기수로 나선 체코 선수단

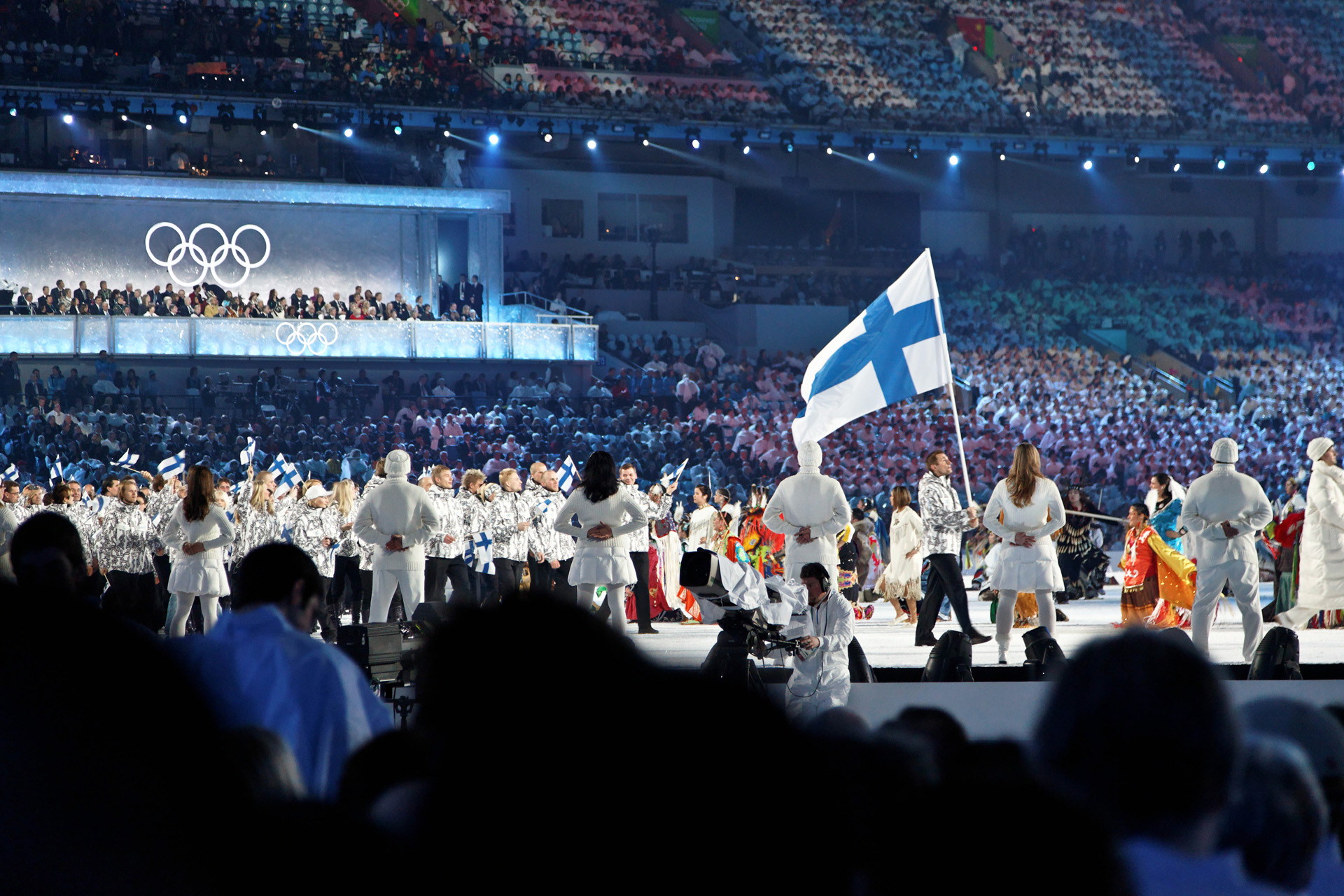
빌레 펠토넨이 기수로 나선 핀란드 선수단

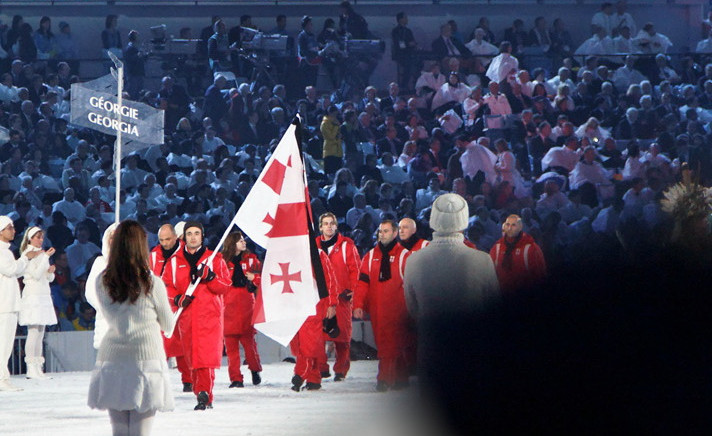
이아손 아브라마시빌리가 기수로 나선 그루지아 선수단

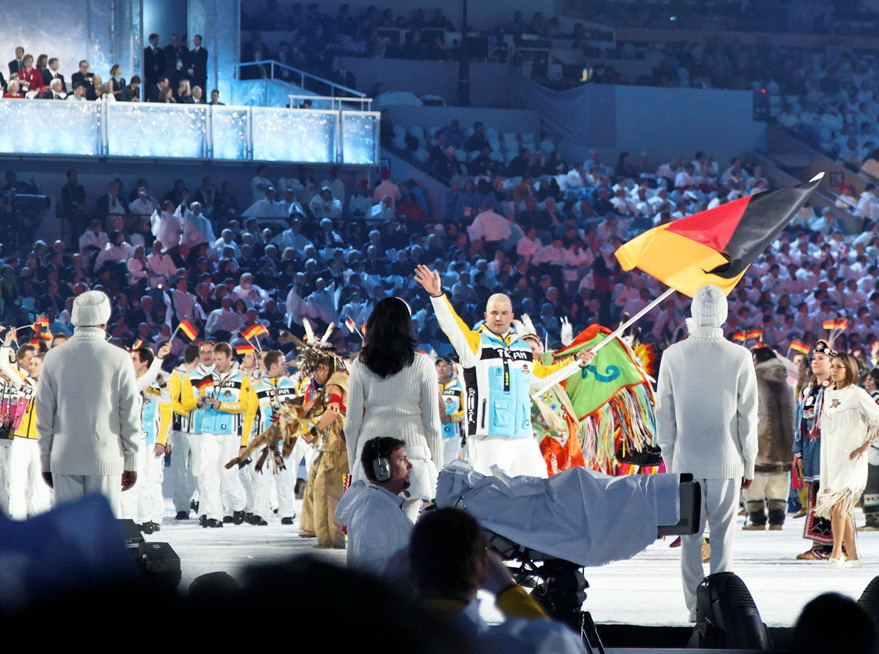
안드레 랑게가 기수로 나선 독일 선수단

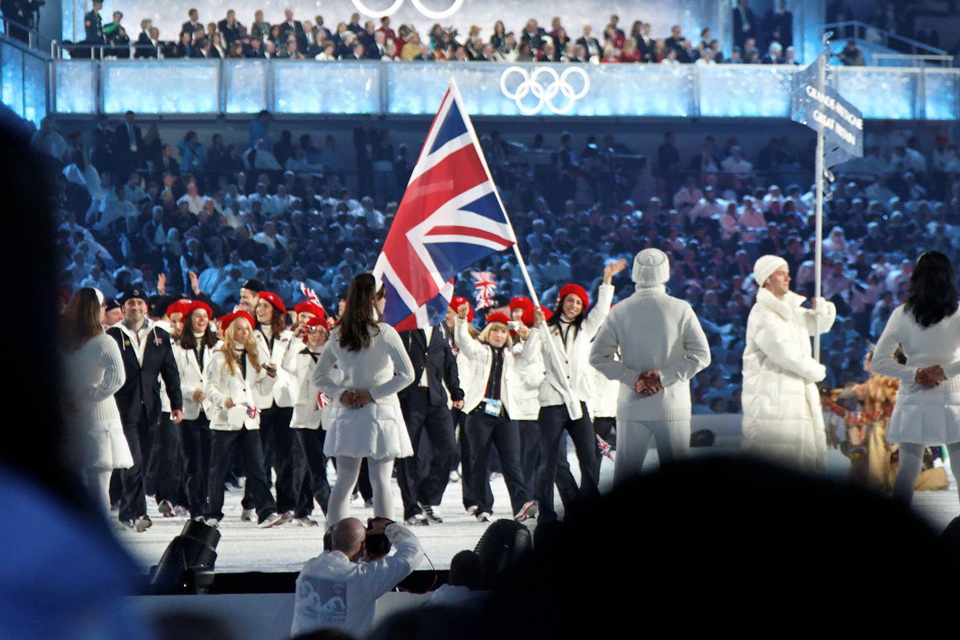
셸리 루드만이 기수로 나선 영국 선수단

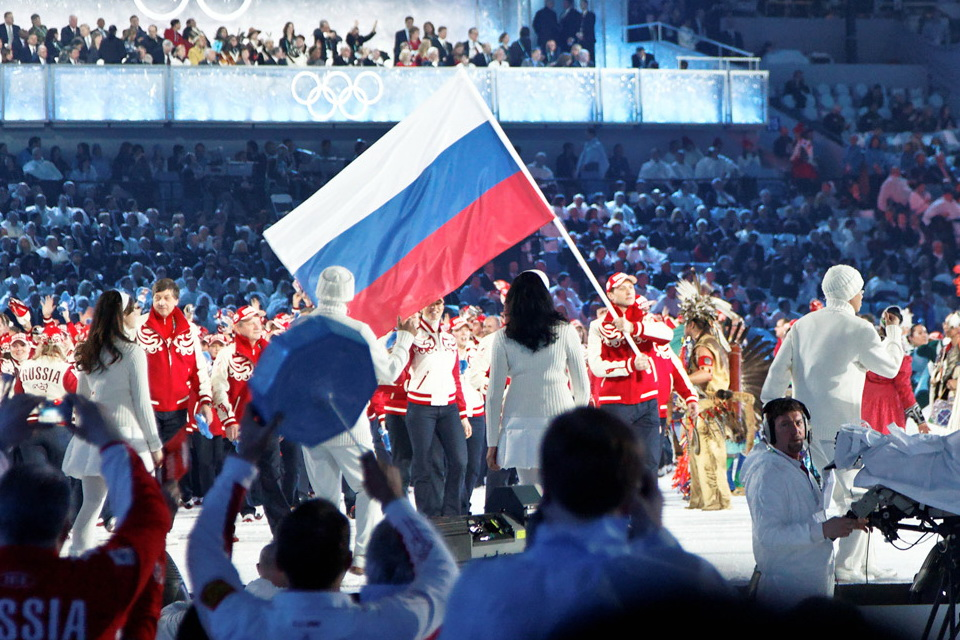
알렉세이 모로조프가 기수로 나선 러시아 선수단

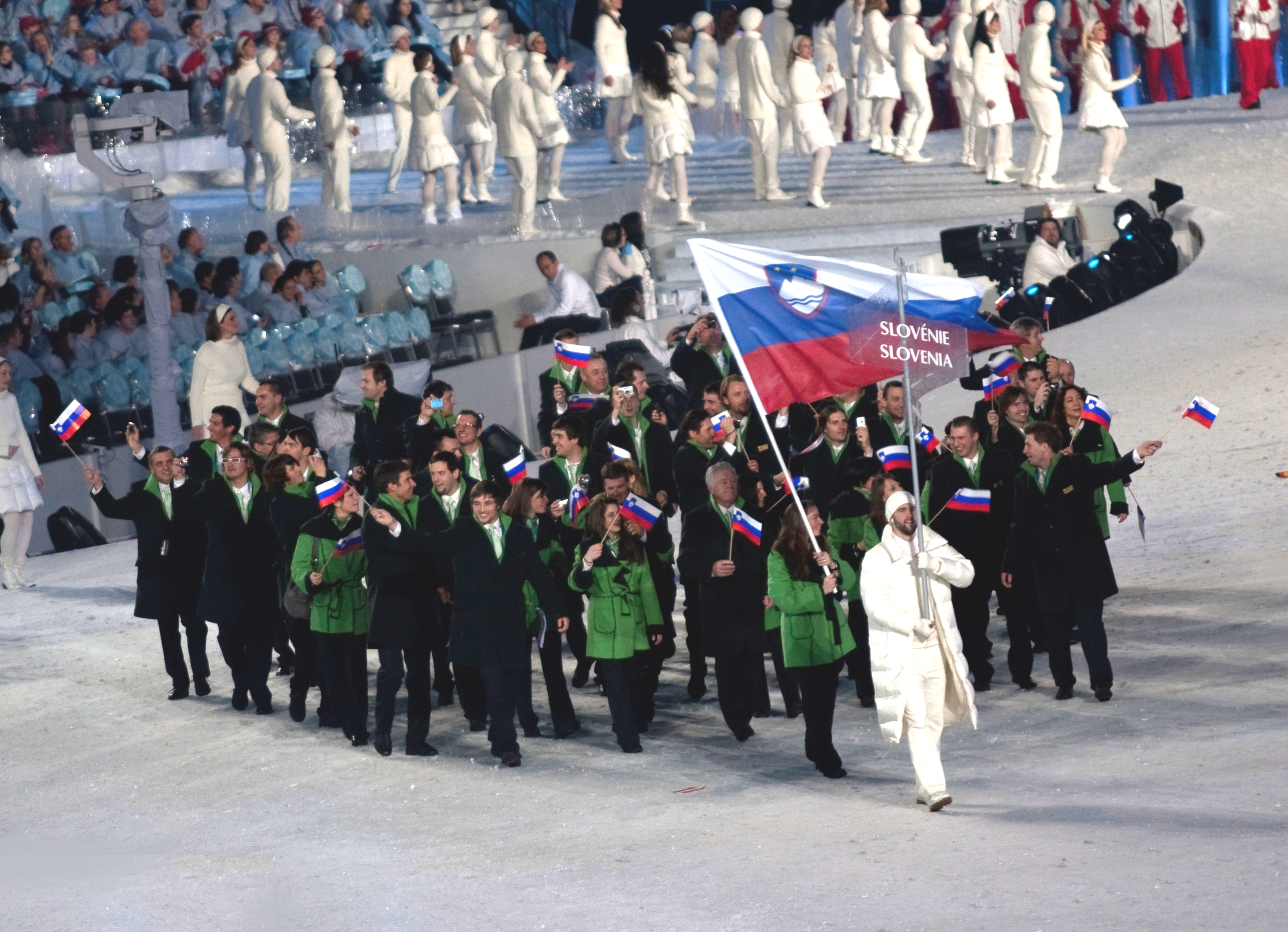
티나 마제가 기수로 나선 슬로베니아 선수단.

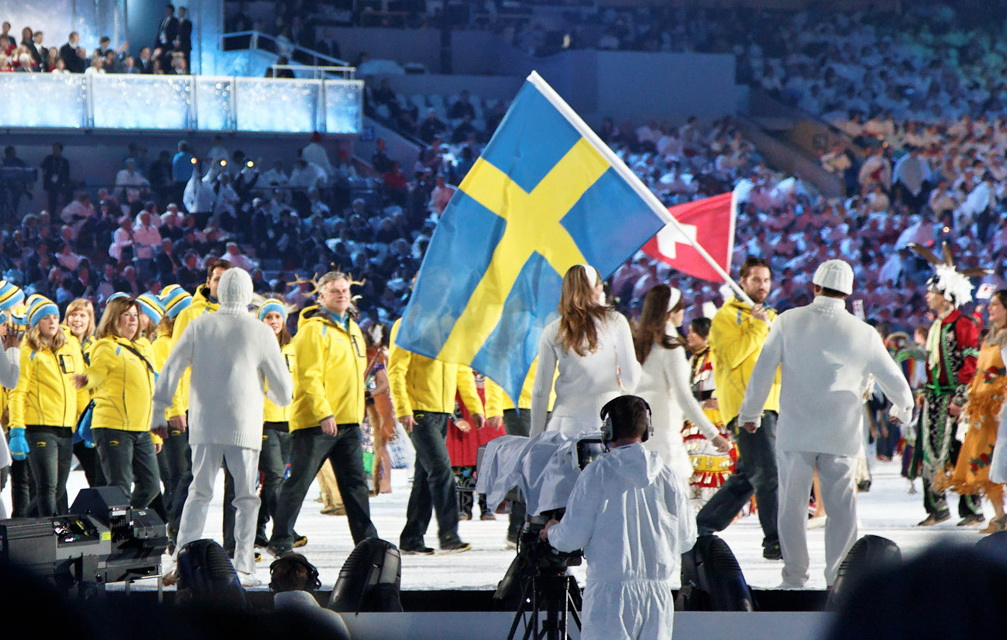
페테르 포르스베리가 기수로 나선 스웨덴 선수단

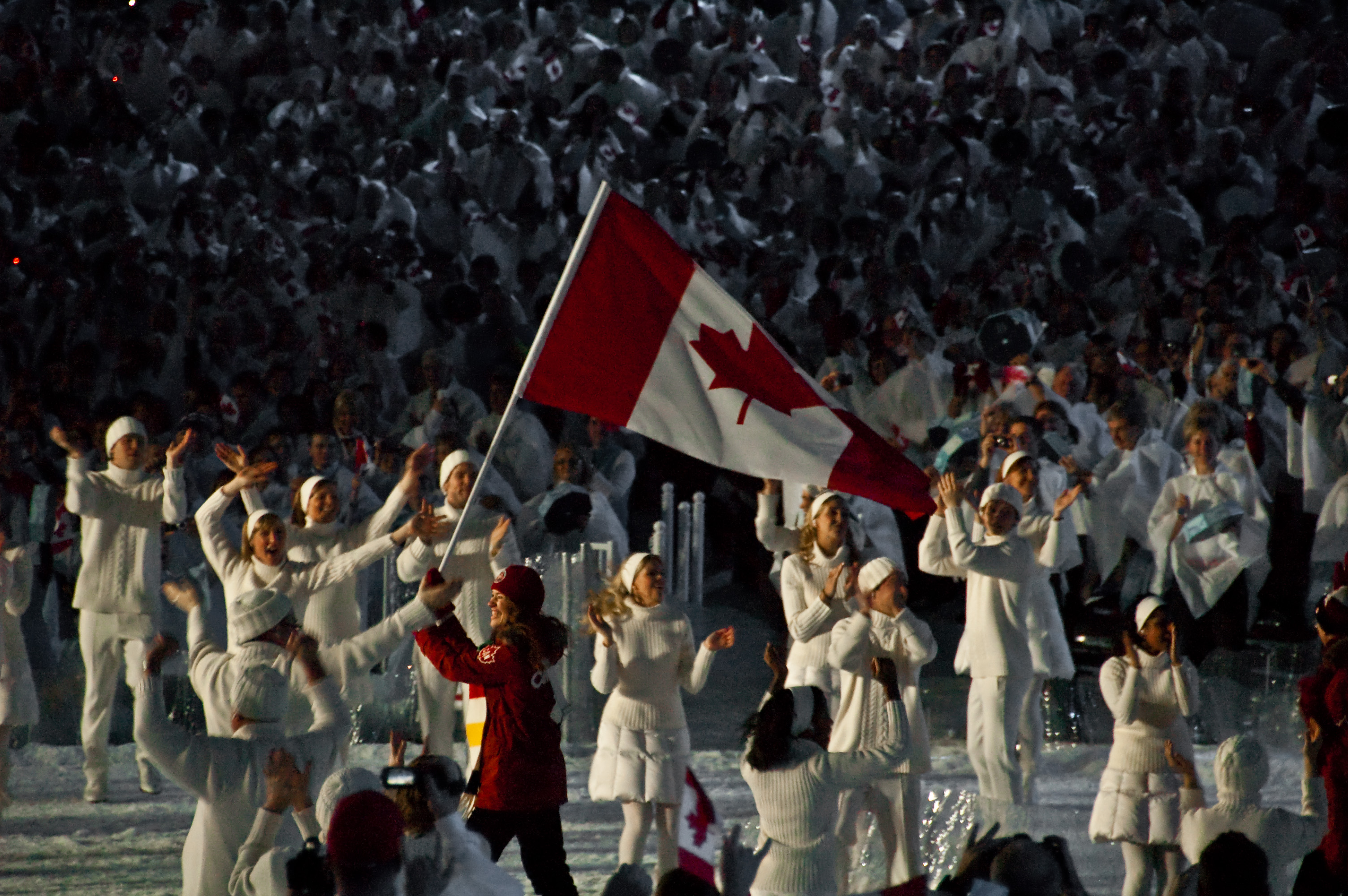
클라라 휴스가 기수로 나선 캐나다 선수단

| 순서 | 국가                         | 기수                          | 참가 종목       |
| ---- | ---------------------------- | ----------------------------- | --------------- |
| 1    | 그리스 (GRE)                 | 아타나시오스 차키리스         | 크로스컨트리    |
| 2    | 알바니아 (ALB)               | 에르욘 톨라                   | 알파인 스키     |
| 3    | 알제리 (ALG)                 | 메흐디 셀림 켈리피            | 크로스컨트리    |
| 4    | 안도라 (AND)                 | 유이스 마린 타로치            | 스노보드        |
| 5    | 아르헨티나 (ARG)             | 크리스티안 시마리 버크너      | 알파인 스키     |
| 6    | 아르메니아 (ARM)             | 아센 네시얀                   | 알파인 스키     |
| 7    | 오스트레일리아 (AUS)         | 토라 브라이트                 | 스노보드        |
| 8    | 오스트리아 (AUT)             | 안드레아스 링거 & 볼프강 링거 | 루지            |
| 9    | 아제르바이잔 (AZE)           | 푸아드 구리예프               | 임원            |
| 10   | 벨라루스 (BLR)               | 올레그 안토넨코               | 아이스하키      |
| 11   | 벨기에 (BEL)                 | 케빈 반더페른                 | 피겨 스케이팅   |
| 12   | 버뮤다 (BER)                 | 터커 머피                     | 크로스컨트리    |
| 13   | 보스니아 헤르체고비나 (BIH)  | 자나 노바코비치               | 알파인 스키\|-  |
| 14   | 브라질 (BRA)                 | 이사벨 클락 히베이로          | 스노보드        |
| 15   | 불가리아 (BUL)               | 알렉산드라 제코바             | 스노보드        |
| 16   | 케이맨 제도 (CAY)            | 다우 트래버스                 | 알파인 스키     |
| 17   | 칠레 (CHI)                   | 호르헤 만드루                 | 알파인 스키     |
| 18   | 중화인민공화국 (CHN)         | 한샤오펑                      | 프리스타일 스키 |
| 19   | 콜롬비아 (COL)               | 신시아 덴즐러                 | 알파인 스키     |
| 20   | 크로아티아 (CRO)             | 자콥 팍                       | 바이애슬론      |
| 21   | 키프로스 (CYP)               | 크리스토퍼 파파미찰로풀로스   | 알파인 스키     |
| 22   | 체코 (CZE)                   | 야로미르 야그르               | 아이스하키      |
| 23   | 조선민주주의인민공화국 (PRK) | 리성철                        | 피겨 스케이팅   |
| 24   | 덴마크 (DEN)                 | 소피 펠벵 솔링                | 프리스타일 스키 |
| 25   | 에스토니아 (EST)             | 롤란드 레싱                   | 바이애슬론      |
| 26   | 에티오피아 (ETH)             | 로벨 테크레머리엄             | 크로스컨트리    |
| 27   | 핀란드 (FIN)                 | 빌레 펠토넨                   | 아이스하키      |
| 28   | 마케도니아 공화국 (MKD)      | 안토니오 리스테브스카         | 알파인 스키     |
| 29   | 프랑스 (FRA)                 | 빈센트 드프레스네             | 바이애슬론      |
| 30   | 조지아 (GEO)                 | 이아손 아브라마시빌리         | 알파인 스키     |
| 31   | 독일 (GER)                   | 안드레 랑게                   | 봅슬레이        |
| 32   | 가나 (GHA)                   | 카와메 느쿠루마아체암퐁       | 알파인 스키     |
| 33   | 영국 (GBR)                   | 셸리 루드만                   | 스켈레톤        |
| 34   | 홍콩 (HKG)                   | 한 유에 스엉                  | 쇼트트랙        |
| 35   | 헝가리 (HUN)                 | 율리아 세베스티엔             | 피겨 스케이팅   |
| 36   | 아이슬란드 (ISL)             | 비외르그빈 비외르그빈손       | 알파인 스키     |
| 37   | 인도 (IND)                   | 시바 케샤반                   | 루지            |
| 38   | 이란 (IRI)                   | 마르얀 칼호르                 | 알파인 스키     |
| 39   | 아일랜드 (IRL)               | 오이프 호이                   | 봅슬레이        |
| 40   | 이스라엘 (ISR)               | 알렉산드라 자레트스키         | 피겨 스케이팅   |
| 41   | 이탈리아 (ITA)               | 조르조 디 첸타                | 크로스컨트리    |
| 42   | 자메이카 (JAM)               | 에롤 케르                     | 프리스타일 스키 |
| 43   | 일본 (JPN)                   | 오카자키 도모미               | 스피드 스케이팅 |
| 44   | 카자흐스탄 (KAZ)             | 디아스 케네셰프               | 바이애슬론      |
| 45   | 대한민국 (KOR)               | 강광배                        | 봅슬레이        |
| 46   | 키르기스스탄 (KGZ)           | 드미트리 트렐레프스키         | 알파인 스키     |
| 47   | 라트비아 (LAT)               | 마틴스 두커스                 | 스켈레톤        |
| 48   | 레바논 (LIB)                 | 키르인 은제임                 | 알파인 스키     |
| 49   | 리히텐슈타인 (LIE)           | 원더 리차드                   | 봅슬레이        |
| 50   | 리투아니아 (LTU)             | 이리나 테렌체바               | 크로스컨트리    |
| 51   | 멕시코 (MEX)                 | 휴버투스 본 호헨로히          | 알파인 스키     |
| 52   | 몰도바 (MDA)                 | 빅토르 퓬자루                 | 바이애슬론      |
| 53   | 모나코 (MON)                 | 알렉산드라 콜레티             | 알파인 스키     |
| 54   | 몽골 (MGL)                   | 에르디니-오치르 오치르수렌    | 크로스컨트리    |
| 55   | 몬테네그로 (MNE)             | 보얀 코시치                   | 알파인 스키     |
| 56   | 모로코 (MAR)                 | 사미르 아치마니               | 알파인 스키     |
| 57   | 네팔 (NEP)                   | 다키히리 세르파               | 크로스컨트리    |
| 58   | 네덜란드 (NED)               | 티모시 베크                   | 봅슬레이        |
| 59   | 뉴질랜드 (NZL)               | 줄리안 브레이                 | 스노보드        |
| 60   | 노르웨이 (NOR)               | 토미 야콥센                   | 아이스하키      |
| 61   | 파키스탄 (PAK)               | 무하마드 아바스               | 알파인 스키     |
| 62   | 페루 (PER)                   | 로베르토 카르셀렌             | 크로스컨트리    |
| 63   | 폴란드 (POL)                 | 콘라트 니에즈에드키           | 스피드 스케이팅 |
| 64   | 포르투갈 (POR)               | 다니 실바                     | 크로스컨트리    |
| 65   | 루마니아 (ROU)               | 에바 토팔비                   | 바이애슬론      |
| 66   | 러시아 (RUS)                 | 알렉세이 모로조프             | 아이스하키      |
| 67   | 산마리노 (SMR)               | 마리노 카르델리               | 알파인 스키     |
| 68   | 세네갈 (SEN)                 | 레이티 섹                     | 알파인 스키     |
| 69   | 세르비아 (SRB)               | 옐레나 롤로비치               | 알파인 스키     |
| 70   | 슬로바키아 (SVK)             | 지그문드 팔피                 | 아이스하키      |
| 71   | 슬로베니아 (SLO)             | 티나 마제                     | 알파인 스키     |
| 72   | 남아프리카 공화국 (RSA)      | 올리버 크라스                 | 크로스컨트리    |
| 73   | 스페인 (ESP)                 | 께랄트 까스텔레트             | 스노보드        |
| 74   | 스웨덴 (SWE)                 | 페테르 포르스베리             | 아이스하키      |
| 75   | 스위스 (SUI)                 | 스테판 랑비엘                 | 피겨 스케이팅   |
| 76   | 중화 타이베이 (TPE)          | 마 치아 훙                    | 루지            |
| 77   | 타지키스탄 (TJK)             | 앤드레이 드라이진             | 알파인 스키     |
| 78   | 튀르키예 (TUR)               | 켈리메 아이딘                 | 크로스컨트리    |
| 79   | 우크라이나 (UKR)             | 릴리야 루단                   | 루지            |
| 80   | 미국 (USA)                   | 마크 그림메트                 | 루지            |
| 81   | 우즈베키스탄 (UZB)           | 올렉 샤마에브                 | 알파인 스키     |
| 82   | 캐나다 (CAN)                 | 클라라 휴스                   | 스피드 스케이팅 |